# Psychomyiella feuerborni
Psychomyiella feuerborni är en nattsländeart som beskrevs av Georg Ulmer 1951. Psychomyiella feuerborni ingår i släktet Psychomyiella och familjen tunnelnattsländor. Inga underarter finns listade i Catalogue of Life.